# 一览亭 (金华市)
一览亭曾名圣览亭，位于中国浙江省金华市婺城区飘萍路488号、天宁寺大殿东南侧，始建于明宣德三年（1428），原在光孝观（明万历十一年（1583）改为金华县文庙，今中山路68号艾青小学）后的小山坡上，取“郡中胜概，一览可见”之意，后屡毁屡建，今为清光绪十四年（1888）重建，1994年迁至现址。今亭平面呈方形，边长5米，攒尖顶，石构方柱上镌刻清代楹联。